# 杉町壽孝
杉町 壽孝（すぎまち としたか、1933年7月10日 - ）は、日本の経営者。
セコム社長を務めた。佐賀県出身。

## 経歴
佐賀県杵島郡大町町で生まれ、高校2年生の時に東京に転校。1961年に慶應義塾大学経済学部を卒業。
コーンズアンドカンパニーでの勤務を経て、1976年に日本警備保障(のちのセコム)に転じ、1979年に取締役に就任し、1986年に常務、1994年6月に専務を経て、1995年6月に社長に就任。2002年4月に会長に就任。2005年4月に取締役相談役に就任。